# Insurrection corse (1769-1789)
Une insurrection corse après la conquête française de la Corse a existé après le traité de Versailles et l'exil de Pascal Paoli.

## Prélude et commencement
Après la conquête française de la Corse, de forte résistance ont eu lieu sur l'île, où des guérilleros harcèlent les troupes françaises.
Des débuts d'insurrection, particulièrement fortes dans le Niolo commencent par apparaître. Les insurgés étant en grande partie des paysans et des religieux catholiques, commençant la résistance dans les montagnes et le maquis. Les affrontements sont en majorité sporadiques, les insurgés se battant en guérilla.
Dans les montagnes du Mont Tretorre, le clerg insurgé Circinellu accompagné d'une centaine d'hommes, mène une guérilla de harcèlement contre les occupants français pendant 2 ans. Circinellu meurt dans une grotte du hameau d'Ania (commune de Serra-di-Fiumorbo) en 1771, selon la légende, un crucifix dans une main et un poignard dans l'autre, pour d'autres, il aurait été empoisonné 
En 1774, à la suite de l'arrestation de Cesare d'Orezza, plus de 400 insurgés attaquent les garnisons des militaires français. Une partie d'entre eux est capturé et Onze seront pendus.

## Fin
À la suite des succès de la Révolution française et de la fin de l'absolutisme du Royaume de France (auquel les insurgés corses étaient particulièrement hostiles), de nombreux insurgés corses, voyant que la France ne mènent plus de politique répressive sur l'île et que le régime qu'ils combattaient est tombé, se rallient à la révolution, animée par les mêmes valeurs qui ont été adoptés par les Corses après la proclamation de la République corse une trentaine d'années plus tôt.